# Matteo Rosselli

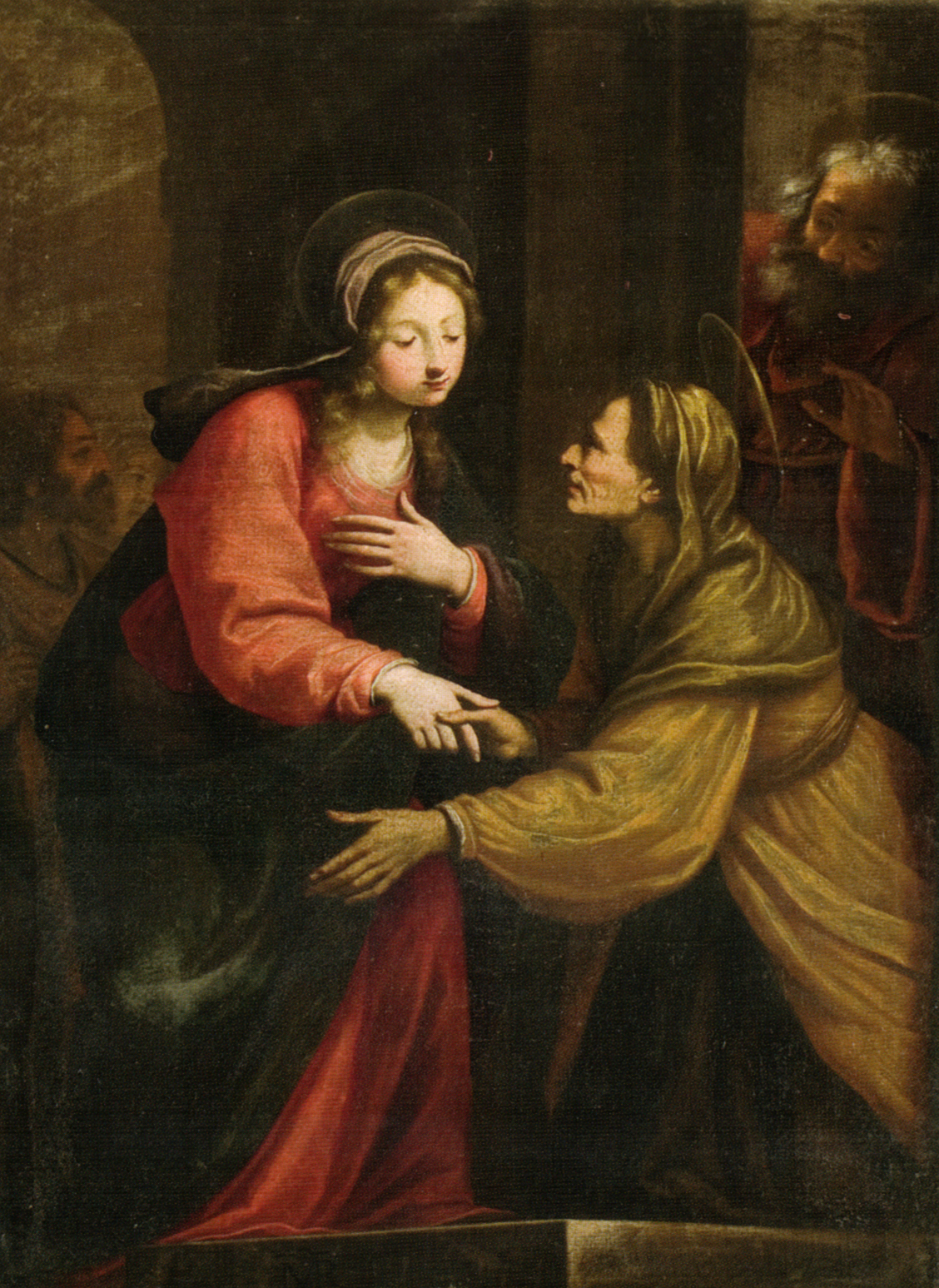
Visitació, església dels Santi Michele e Gaetano.

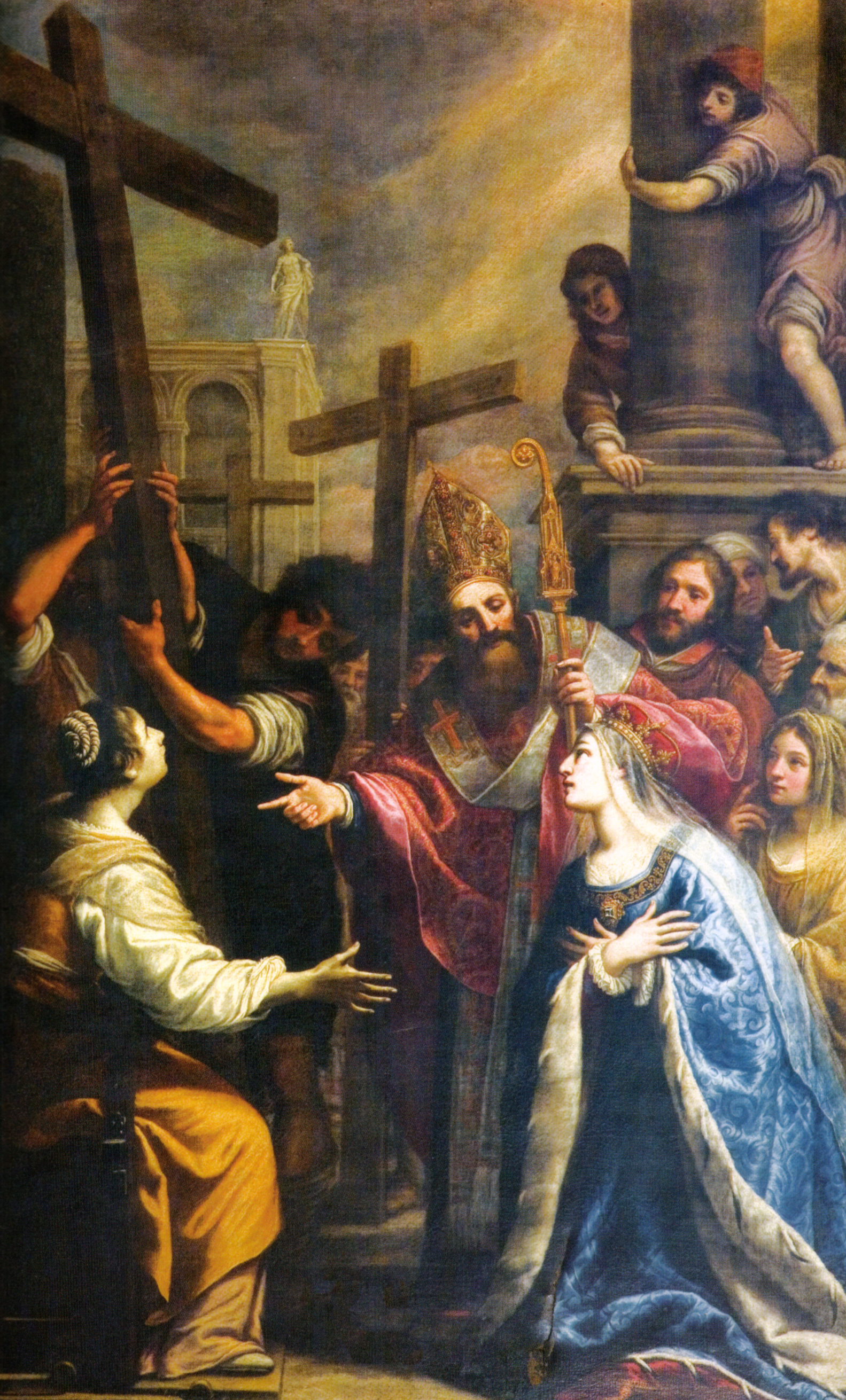
Invenció de la Vera Creu

Matteo Rosselli (Florència, 10 d'agost de 1578 - 18 de gener de 1650), va ser un pintor italià del manierisme tardà i el primer barroc. És conegut per les seves grans pintures de tema històric.

## Biografia
El seu primer aprenentatge el va realitzar amb Gregorio Pagani. L'any 1599 va ser admès en l'Accademia del Disegno, i el 1605 va viatjar a Roma per treballar amb Domenico Passignano durant un semestre.
Va decorar les cambres d'invitats de la Vil·la di Poggio Imperiale amb retrats d'emperadors romans i escenes bíbliques i històriques (1619 - 1623).
Va realitzar alguns frescs sobre Vides dels monjos Servitas (1614-1618) al Palazzo Pitti i al claustre de la Basílica della Santissima Annunziata.
A la mort del rei Enric IV de França li van ser encarregades dues pintures commemoratives sobre grans fets de la vida del monarca: Enric IV visita Nantes i Enric IV a Gaudabec (1610). Va pintar una sèrie de frescs per a la Casa Buonarroti basats en la vida del gran Miquel Àngel, com ara la Fortificació de San Miniato (1615) i d'altres dos (1627 i 1628), tots ells encarregats per Michelangelo Buonarroti el Jove, nebot del gran artista.
També va realitzar les decoracions (1622-1623) per al Casino di San Marco, encarregades per Leopold de Mèdici: Frederic II reconstrueix el port de Livorno i Captura d'Ippona (Florència, Cort d'Assise). Leopold també li va encomanar a Rosselli les pintures al·legòriques (1622) per la Sala della Stufa del Palazzo Pitti.
El Museu del Louvre de París conserva una extensa col·lecció de dibuixos de mà de Rosselli, molts dels quals són estudis preliminars per a obres de més major importància.
Entre els seus alumnes van figurar Baldassare Franceschini, Lorenzo Lippi, Francesco Furini, Giovanni da San Giovanni, Jacopo Vignali i Mario Balassi.

## Obres
- Trionfo di Davide, Museu del Louvre, París
- Frescs del Palau Pitti, Florència (Sala della Stufa)
- Frescs de la Basilica della Santissima Annunziata, Florència
- Vergine che affida il Bambino a San Francesco, Església de Santa Maria Maggiore (Florència)
- Adorazione dei Magi, 1607 Església de San Ludovico, Montevarchi
- Assunzione 1613 Església de San Domenico (Pistoia)
- Madonna del Rosario, 1649 Catedral de Pietrasanta
- Frescsi de Villa di Poggio Imperiale, Florència
- Vergine e Santi Església de San Martino a Montughi, Florència
- Madonna del Rosario tra santa caterina e San Domenico 1623, Església de San Francesco a Bonistallo, Poggio a Caiano, (Prato)
- Madonna con Bambino e san Giovannino, 1640 circa, Mosciano Sant'Angelo, Església de san Michele
- Natività di Cristo, 1631, Església dels Santi Michele e Gaetano (Florència)
- Cappella dell'oratorio delle suore (ex convento della Crocetta) (Florència))
- Gloria di San Carlo Borromeo, 1616, Església de San Carlo dei Lombardi, Florència